# Campomorone
Campomorone – miejscowość i gmina we Włoszech, w regionie Liguria, w prowincji Genua.
Według danych na rok 2004 gminę zamieszkiwało 7511 osób, 288,9 os./km².